# Greensboro (Maryland)
Greensboro – miasto w Stanach Zjednoczonych, w stanie Maryland, w hrabstwie Caroline.